# القانون الجنائي 1991 (السودان)
حل القانون الجنائي لعام 1991 في السودان، الذي أصدره مجلس قيادة الثورة للإنقاذ الوطني في 31 يناير 1991، محل قانون العقوبات لعام 1983. يهدف هذا التشريع إلى مواءمة القانون السوداني بشكل أوثق مع المبادئ الإسلامية، ودمج عناصر الشريعة الإسلامية، كما يتضمن أحكامًا لجرائم وعقوبات الحدود والقصاص والتعزير.
تشمل جرائم الحدود  الخطيرة مثل السرقة والزنا والردة. يشير القصاص إلى العدالة الجزائية، التي تطبق غالبًا في حالات القتل أو الأذى الجسدي، مما يسمح بالانتقام أو التعويض المتساوي. جرائم التعزير أقل خطورة وعقوباتها تقديرية، ويحددها القاضي بناءً على الظروف. ومن الجوانب البارزة في القانون تجريم الردة (الارتداد عن الإسلام)، والتي يعاقب عليها بالإعدام بموجب المادة 126. وقد كان هذا نقطة جدل وانتقاد كبير من منظمات حقوق الإنسان.
كما يحدد القانون مختلف الشروط والأحكام التي بموجبها تعتبر بعض الأفعال إجرامية، وذلك بهدف توفير إطار قانوني شامل للعدالة الجنائية في السودان.
تم انتقاد القانون لأنه يتضمن عقوبات قاسية مثل البتر والجلد وعقوبة الإعدام. وقد أثارت هذه العقوبات مخاوف جدية بشأن حقوق الإنسان، لا سيما فيما يتعلق بمواءمتها مع المعايير الدولية لحقوق الإنسان.
وفي السنوات الأخيرة، أجريت تعديلات كبيرة على القانون. على سبيل المثال، في عام 2020، أجرت الحكومة الانتقالية في السودان عدة تغييرات، بما في ذلك إلغاء عقوبة الإعدام بتهمة الردة وإلغاء الجلد كعقوبة على جرائم معينة.